# Agent contraintel·ligent
Agent contraintel·ligent (títol original, Grimsby; estrenada als Estats Units i Canadà com a The Brothers Grimsby) és una pel·lícula de comèdia d'acció d'espies del 2016 dirigida per Louis Leterrier i escrita per Sacha Baron Cohen, Phil Johnston i Peter Baynham. La pel·lícula és protagonitzada per Baron Cohen, Mark Strong, Rebel Wilson, Isla Fisher, Annabelle Wallis, Gabourey Sidibe, Penélope Cruz i Ian McShane. Va ser coproduït per Columbia Pictures, LStar Capital, Village Roadshow Pictures, Four By Two Films, Big Talk Productions i Working Title Films.
Grimsby va ser estrenada per Sony Pictures Releasing el 24 de febrer de 2016 al Regne Unit i l'11 de març de 2016 als Estats Units. Va rebre crítiques diverses i va resultar ser un fracàs de taquilla, i finalment no va recuperar el seu pressupost. Ha estat doblada i subtitulada al català.

## Sinopsi
La història sobre un espia i el seu germà, del qual és un hoolingan de la selecció anglesa de futbol. Els dos es veuen forçats a col·laborar per salvar el món i escapar d'una perillosa banda d'assassins que els persegueixen.

## Repartiment
- Sacha Baron Cohen com a Kyle Alan "Nobby" Butcher, un hooligan del futbol i germà gran d'en Sebastian.
- Mark Strong com a Sebastian Graves, el millor agent de l'MI6 fins ara i el germà petit de Nobby.[3]
- Isla Fisher com a Jodie Figgs, el responsable d'en Sebastià.[4]
- Rebel Wilson com a Dawn Grobham, núvia de Nobby i mare dels seus 11 fills.[5]
- Penélope Cruz com a Rhonda George, una actriu que vol ajudar a curar el món de les malalties.[6]
- Gabourey Sidibe com a Banu, una minyona d'hotel sud-africana
- Annabelle Wallis com a Lina Smit[7]
- David Harewood com a Black Gareth
- John Thomson com a Bob Tolliver
- Ricky Tomlinson com a Paedo Pete
- Johnny Vegas com a Milky Pimms
- Scott Adkins com a Lukashenko
- Sam Hazeldine com a Chilcott
- Barkhad Abdi com a Tabansi Nyagura
- Tamsin Egerton com a Carla Barnes
- Ian McShane com a cap del MI6 (sense acreditar)
- Miles Jupp com a policia
- Nathan Joel Jukes com a Stabber
- Peter Baynham com a Parking Warden (sense acreditar)

## Producció

### Desenvolupament
L'octubre de 2013, Sacha Baron Cohen va ser vist assistint a un partit de futbol entre Grimsby Town i Cambridge United. Baron Cohen, que anava vestit amb una samarreta de Grimsby, també va ser vist parlant amb fans del Town en un pub proper després del partit. Més tard es va confirmar que estava buscant ciutats per a la pel·lícula, i també havia vist Scunthorpe, Hull i Newcastle per trobar inspiració per al seu nou paper. El 3 de desembre de 2013, Louis Leterrier va ser el director.

### casting
El 24 d'abril de 2014, Mark Strong es va unir a la pel·lícula per interpretar un espia d'operacions negres britànic i germà del personatge de Baron Cohen. El 25 d'abril, Annabelle Wallis es va unir al repartiment de la pel·lícula. L'11 de juny, Ian McShane, Gabourey Sidibe, David Harewood i Johnny Vegas van ser confirmats com a membres del repartiment. El 12 de juny, l'esposa del baró Cohen, Isla Fisher, va ser anunciada en un paper secundari. El mateix dia, es va anunciar Rebel Wilson,[7] seguit de Penélope Cruz el 9 de juliol.